# 샤토게야르
샤토게야르 (Château-Gaillard)는 프랑스 오베르뉴론알프 앵주의 코뮌이다. 샤토게야르에 사는 사람은 '샤토게야르당' (Chateaugaillardans)이라 부른다.

## 지리
샤토게야르는 앵 평원에 자리해 있으며, 앙베리외앙뷔제에서 3km 떨어진 지점에 위치해 있다. 또한 A42 고속도로 8번출구에 자리해 있다. 코뮌 주변으로는 프리에, 앙브로네, 빌레트쉬랭, 생모리스드레망, 앙베리외앙뷔제, 레망, 생데니장뷔제 등의 코뮌과 경계를 접한다.

## 역사
14세기 초 샤토게야르는 '레망' (Rémens)이란 이름이었으며 생모리스드레망이라고 하는 별도의 교구로 설치되어 있었다. 레망이란 이름은 그 지역의 성 이름으로 바꿔 부르기도 하였는데 이 성의 이름이 '게야르 성' (Chateau Gaillard)이었고, 여기서 지금의 이름이 유래한 것으로 추정된다.

## 인구
| 연도 | 인구  | ±%    |
| ---- | ----- | ----- |
| 2004 | 1,605 | —     |
| 2006 | 1,668 | +3.9% |
| 2007 | 1,704 | +2.2% |
| 2008 | 1,732 | +1.6% |
| 2009 | 1,760 | +1.6% |
| 2010 | 1,818 | +3.3% |
| 2011 | 1,830 | +0.7% |
| 2012 | 1,881 | +2.8% |
| 2013 | 1,940 | +3.1% |
| 2014 | 1,999 | +3.0% |
| 2015 | 2,053 | +2.7% |
| 2016 | 2,080 | +1.3% |

## 같이 보기
- 앵 주의 코뮌 목록